# Apherusa fragilis
Apherusa fragilis är en kräftdjursart som först beskrevs av Goës 1866.  Apherusa fragilis ingår i släktet Apherusa och familjen Calliopiidae. Inga underarter finns listade i Catalogue of Life.